# کیم مو-گیل
کیم مو-گیل (انگلیسی: Kim Mu-gil؛ زادهٔ ۱ آوریل ۱۹۵۰) بازیکن فوتبال اهل کره شمالی بود.
وی همچنین در تیم ملی فوتبال کره شمالی بازی کرده‌است.